# علي شاه (شبستر)
علي شاه هي قرية في مقاطعة شبستر، إيران. عدد سكان هذه القرية هو 2,649 في سنة 2006.